# ريتا هوسكينغ
ريتا هوسكينغ (بالإنجليزية: Rita Hosking)‏ هي مغنية مؤلفة وملحنة وكاتبة غنائية أمريكية، ولدت في 1969 في دافيس في الولايات المتحدة.

## وصلات خارجية
- ريتا هوسكينغ على موقع ميوزك برينز (الإنجليزية)
- ريتا هوسكينغ على موقع ديسكوغز (الإنجليزية)